# Aarão Ben-Hayim
Aarão Ben-Hayim foi um rabino e autor de um opúsculo sobre a maneira da escrever os nomes próprios nas cartas ou libelli de divórcio, inserido por Mosé Chagis na obra Halacot gutanot (Caanohba ou passos pequenos), impressa em Veneza em 1704.